# Glenn Ford
Gwyllyn Samuel Newton (Glenn) Ford (Sainte-Christine, Canada, 1 mei 1916 – Beverly Hills, 30 augustus 2006) was een Amerikaans acteur van Canadese afkomst.

## Leven en werk

### Afkomst en eerste filmstappen
Als kind verhuisde hij met zijn familie van Canada naar Santa Monica, Californië en werd in 1939 genaturaliseerd inwoner van de Verenigde Staten.
Zijn acteercarrière begon op het toneel, zijn eerste grote filmrol kreeg hij in de film Heaven with a Barbed Wire Fence (1939).
Ford onderbrak vrijwillig  zijn prille filmcarrière om zich in 1942 te engageren in het Amerikaans leger. 

### Doorbraak
In 1946 brak hij door dankzij de film noir Gilda waarin hij als jonge misdadige gokker na jaren opnieuw in het vaarwater terechtkomt van oude vlam en femme fatale Rita Hayworth.

### Rollen in westerns en films noirs
Ford is het meest bekend geworden door zijn rollen als cowboy, onder andere in drie westerns van Delmer Daves waarvan 3:10 to Yuma (1957) de bekendste is. Hij speelde ook hoofdrollen in westerns van Anthony Mann, Budd Boetticher en Georges Marshall. Hij vertolkte dikwijls de gewone man in bijzondere omstandigheden zoals de jonge moedige leraar op een probleemschool in het sociaal drama Blackboard Jungle (1955) en de vermogende man wiens zoon wordt ontvoerd in het gijzelingsdrama Ransom! (1956). Hij was eveneens meermaals te zien in misdaadfilms. Zo was hij de politie-inspecteur die de moord op zijn vrouw wil wreken in de film noir The Big Heat (Fritz Lang, 1953). Hij werkte een tweede keer samen met Lang voor een andere film noir: Human Desire (1954): de eerste Amerikaanse filmversie van La Bête humaine van Émile Zola.
Dertig jaar lang vertolkte Ford hoofdrollen in alle filmgenres. In het begin van de jaren zestig draaide hij regelmatig in werk van belangrijke regisseurs als  Frank Capra (de komedie Pocketful of Miracles, 1961), Blake Edwards (de thriller Experiment in Terror, 1962) en Vincente Minnelli (de dramatische Tweede Wereldoorlogsfilm The Four Horsemen of the Apocalypse, 1962, en de komedie The Courtship of Eddie's Father, 1963). Hij maakte ook deel uit van de sterrencast van de oorlogsfilms Paris brûle-t-il? (1966) en Midway (1976). Zijn laatste belangwekkende rol was die van de adoptievader van 'superman' Christopher Reeve in de superheldenfilm Superman (Richard Donner, 1978).

### Privéleven
Van 1943 tot 1959 was hij getrouwd met Eleanor Powell met wie hij één keer samenspeelde, in de kortfilm  Have Faith in Our Children. Daarna hertrouwde hij met actrice Kathryn Hays (van 1966-1969) (bekend van de tv-serie Guiding Light. Hij trad een derde keer in het huwelijk met de 30 jaar jongere actrice Cynthia Hayward (1977-1984). Ten slotte was er zijn vierde huwelijk met Jeanne Baus (1993-1994).
Enkele beroertes brachten met zich mee dat Ford al jaren een zwakke gezondheid had. Hij overleed in 2006 op 90-jarige leeftijd in zijn huis.

## Filmografie
- Final Verdict (1991) (tv) als Rev. Rogers
- Raw Nerve (1991) als Captain Gavin
- Border Shootout (1990) als Sheriff John Danaher
- Casablanca Express (1989) als Major Gen. Williams
- Law at Randado (1989) (tv)
- My Town (1986) (tv) als Lucas Wheeler
- Happy Birthday to Me (1981) als Dr. David Faraday
- Fukkatsu no hi (a.k.a. Virus) (1980) als President Richardson
- Day of the Assassin (1979) als Christakis
- The Gift (1979) (tv) als Billy Devlin
- Beggarman, Thief (1979) (tv) als David Donnelly
- The Sacketts (1979) (tv) als Tom Sunday
- The Visitor (1979) als Det. Jake Durham
- Superman (1978) als Jonathan Kent
- Evening in Byzantium (1978) (tv) als Jesse Craig
- The 3,000 Mile Chase (1977) (tv) als Paul Dvorak/Leonard Staveck
- Midway (1976) als RAdm. Raymond A. Spruance
- Punch and Jody (1974) (tv) als Peter 'Punch' Travers
- The Greatest Gift (1974) (tv) als Rev. Holvak
- The Disappearance of Flight 412 (1974) (tv) als Colonel Pete Moore
- Santee (1973) als Santee
- Jarrett (1973) (tv) als Sam Jarrett
- The Brotherhood of the Bell (1970) (tv) als Prof. Andrew Patterson
- Heaven with a Gun (1969) als Jim Killian/Pastor Jim
- Smith! (1969) als Smith
- Day of the Evil Gun (1968) als Lorne Warfield
- The Last Challenge (1967) als Marshal Dan Blaine
- A Time for Killing (1967) als Maj. Tom Wolcott
- Rage (1966) als Doc Reuben
- Paris brûle-t-il? (1966) als Lt. Gen. Omar N. Bradley
- The Money Trap (1965) als Joe Baron
- The Rounders (1965) als Ben Jones
- Dear Heart (1964) als Harry Mork
- Fate Is the Hunter (1964) als Sam C. McBane
- Advance to the Rear (1964) als Capt. Jared Heath
- Love Is a Ball (1963) als John Lathrop Davis
- The Courtship of Eddie's Father (1963) als Tom Corbett
- Experiment in Terror (1962) als John 'Rip' Ripley
- The Four Horsemen of the Apocalypse (1962) als Julio Desnoyers
- Pocketful of Miracles (1961) als Dave 'the Dude' Conway
- Cry for Happy (1961) als CPO Andy Cyphers
- Cimarron (1960) als Yancey 'Cimarron' Cravat
- The Gazebo (1959) als Elliott Nash
- It Started with a Kiss (1959) als Sgt. Joe Fitzpatrick
- Torpedo Run (1958) als Lt. Cmdr. Barney Doyle
- Imitation General (1958) als MSgt. Murphy Savage
- The Sheepman (1958) als Jason Sweet
- Cowboy (1958) als Tom Reese
- Don't Go Near the Water (1957) als Lt. J.G. Max Siegel
- 3:10 to Yuma (1957) als Ben Wade
- The Teahouse of the August Moon (1956) als Capt. Fisby
- The Fastest Gun Alive (1956) als George Temple/George Kelby, Jr.
- Jubal (1956) als Jubal Troop
- Ransom! (1956) als David G. 'Dave' Stannard
- The Fastest Gun Alive (1956) als George Temple/George Kelby, Jr.

- The Fastest Gun Alive (1956) als George Temple/George Kelby, Jr.
- Jubal (1956) als Jubal Troop
- Ransom! (1956) als David G. 'Dave' Stannard
- Trial (1955) als David Blake
- Interrupted Melody (1955) als Dr. Thomas 'Tom'King
- Blackboard Jungle (1955) als Richard Dadier
- The Violent Men (1955) als John Parrish
- The Americano (1955) als Sam Dent
- Human Desire (1954) als Jeff Warren
- City Story (1954) als Narrator
- Appointment in Honduras (1953) als Steve Corbett
- The Big Heat (1953) als Det. Sgt. Dave Bannion
- Plunder of the Sun (1953) als Al Colby
- The Man from the Alamo (1953) als John Stroud
- Time Bomb (1953) als Maj. Peter Lyncort
- Affair in Trinidad (1952) als Steve Emery
- Young Man with Ideas (1952) als Maxwell Webster
- The Green Glove (1952) als Michael 'Mike' Blake
- The Secret of Convict Lake (1951) als Jim Canfield
- Follow the Sun (1951) als Ben Hogan
- The Redhead and the Cowboy (1951) als Gil Kyle
- The Flying Missile (1950) als Cmdr. William A. Talbot
- Convicted (1950) als Joe Hufford
- The White Tower (1950) als Martin Ordway
- The Doctor and the Girl (1949) als Dr. Michael Corday
- Mr. Soft Touch (1949) als Joe Miracle
- Lust for Gold (1949) als Jacob 'Dutch' Walz
- The Undercover Man (1949) als Frank Warren
- The Return of October (1948) als Prof. Bentley Bassett Jr.
- The Loves of Carmen (1948) als Don José Lizarabengoa
- The Man from Colorado (1948) als Col. Owen Devereaux
- The Mating of Millie (1948) als Doug Andrews
- Framed (1947) als Mike Lambert
- Gallant Journey (1946) als John J. Montgomery
- A Stolen Life (1946) als Bill Emerson
- Gilda (1946) als Johnny Farrell/Narrator
- Destroyer (1943) als Mickey Donohue
- The Desperadoes (1943) als Cheyenne Rogers
- Flight Lieutenant (1942) als Danny Doyle
- The Adventures of Martin Eden (1942) als Martin Eden
- Go West, Young Lady (1941) als Sheriff Tex Miller
- Texas als Tod Ramsey
- So Ends Our Night (1941) als Ludwig Kern
- Blondie Plays Cupid (1940) als Charlie
- The Lady in Question (1940) als Pierre Morestan
- Babies for Sale (1940) als Steve Burton aka Oscar Hanson
- Men Without Souls (1940) als Johnny Adams
- Convicted Woman (1940) als Jim Brent (reporter)
- My Son Is Guilty (1939) als Barney
- Heaven with a Barbed Wire Fence (1939) als Joe
- Night in Manhattan (1937)

- Biblioteca Nacional de España: XX1167729
- Bibliothèque nationale de France: cb138940285 (data)
- Catàleg d'autoritats de noms i títols de Catalunya: 981058510082306706
- Gemeinsame Normdatei: 119430541
- International Standard Name Identifier: 0000 0003 6854 9254
- Library of Congress Control Number: n88068073
- Nationale Bibliotheek van Letland: 000338523
- National Archives and Records Administration: 10570529
- Nationale Bibliotheek van Tsjechië: xx0162089
- Nationale Bibliotheek van Israël: 987007429652605171
- Nationale Bibliotheek van Polen: a0000002444099
- Nederlandse Thesaurus van Auteursnamen: 270190600
- SNAC: w67p92p3
- Système universitaire de documentation: 067272177
- Virtual International Authority File: 32183133
- WorldCat: E39PBJcrf8tV6xBR9GWRhJtR8C